# ТР-1 (трамвайный вагон)
РВЗ ТР-1 (71-277) — сочленённый трёхсекционный трамвайный поезд, построенный на Рижском вагоностроительном заводе в 1988 году.

## История
В конце 1980-х годов трамвайное производство Рижского вагоностроительного завода оказалось в сложном положении. Устаревшая модель трамвая РВЗ-6 была снята с производства в 1987 году, проект перспективного трамвайного вагона РВЗ-7 был закрыт. В итоге во второй половине 80-х годов заводу была поставлена задача разработать скоростной трёхсекционный трамвайный поезд повышенной вместимости, получивший обозначение РВЗ ТР-1. За свой специфический внешний вид на заводе он получил прозвище «бронепоезд». Первый и единственный опытный экземпляр ТР-1 был построен в 1988 году и передан на испытания в Ригу в третье трамвайное депо, где получил бортовой номер 901.
Во время испытаний ТР-1 показал положительные результаты, однако после завершения испытаний, в связи с распадом СССР, проект был закрыт. Трамвайный поезд эксплуатировался в Риге до конца 1990-х годов, а затем был возвращён на завод. В апреле 2009 года ТР-1 был утилизирован.